# Gerhard Schröder

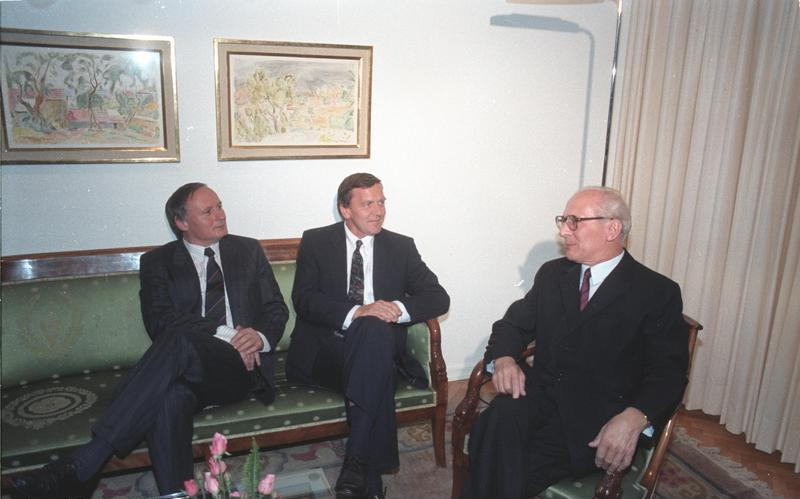
Minister-president van Saarland Oskar Lafontaine, Gerhard Schröder en voorzitter van de staatsraad van Oost-Duitsland Erich Honecker tijdens een bijeenkomst in Bonn op 9 september 1987.

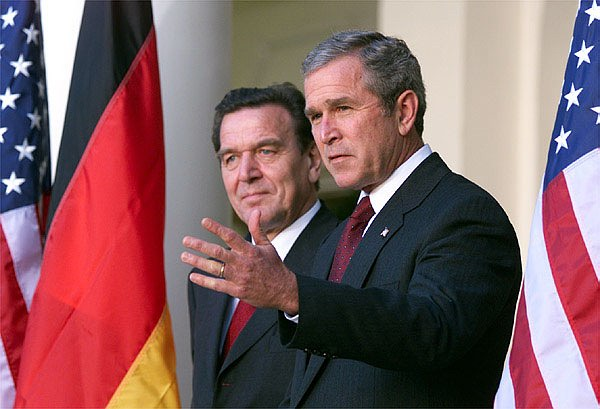
Bondskanselier Gerhard Schröder en president van de Verenigde Staten George W. Bush tijdens een bezoek op het Witte Huis op 9 oktober 2001.

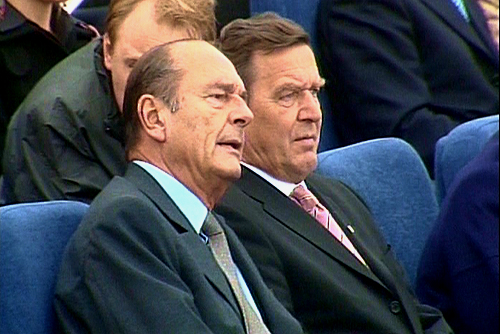
President van Frankrijk Jacques Chirac en bondskanselier Gerhard Schröder tijdens een bezoek aan Sint-Petersburg op 31 mei 2003.

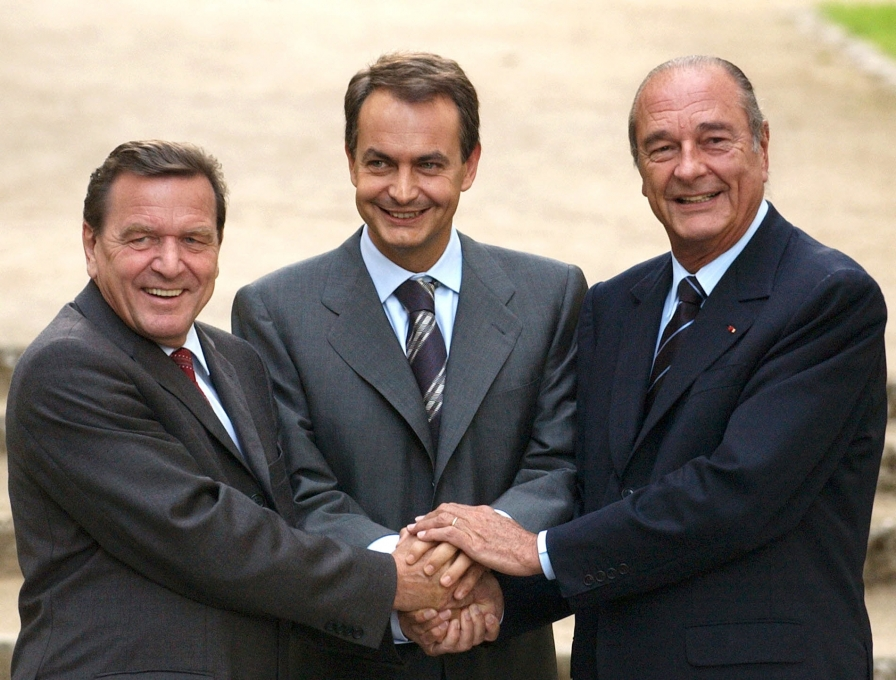
Gerhard Schröder, premier van Spanje José Luis Zapatero en president van Frankrijk Jacques Chirac tijdens een bezoek aan Madrid op 13 september 2004.

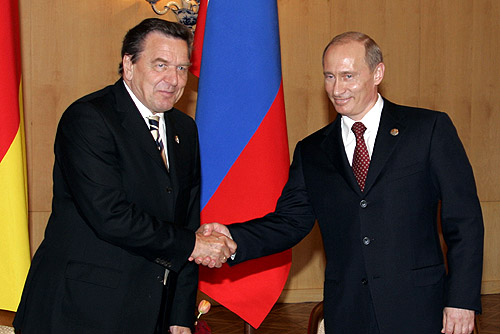
Schröder en president van Rusland Vladimir Poetin tijdens een bezoek op het Kremlin op 9 mei 2005.

Gerhard Fritz Kurt Schröder (Mossenberg-Wöhren, 7 april 1944) is een voormalig Duits politicus van de SPD en jurist en bondskanselier van Duitsland van 1998 tot 2005.
Schröder studeerde rechten aan de Georg-August-Universität Göttingen en werkte als advocaat van 1976 tot 1990. Schröder werd in 1980 lid van de Bondsdag voor Hannover en van 1983 tot 1986 voor Nedersaksen. In 1990 werd hij gekozen als minister-president van Nedersaksen. Op 27 september 1998 won de SPD onder leiding van Schröder de bondsdagverkiezingen van 1998 waarna hij een coalitie formeerde met de Bündnis 90/Die Grünen waarop hij op 27 oktober 1998 werd beëdigd als bondskanselier van Duitsland. Na de bondsdagverkiezingen van 2002 werd Schröder nogmaals herkozen maar verloor de bondsdagverkiezingen van 2005 en werd opgevolgd door Angela Merkel. Sindsdien werkt hij als bestuurder voor onder andere Nord Stream, Rosneft en Hannover 96.
Na de Russische invasie van Oekraïne in februari 2022 werd Schröder in Duitsland zwaar bekritiseerd, omdat hij vasthield aan zijn functies in de Russische energiesector.

## Leven

### Jeugd
Hij groeide als een van vijf kinderen in een arbeidersgezin op en had een halfbroer. Zijn vader Fritz Schröder (1912-1944) sneuvelde tijdens de Tweede Wereldoorlog op 4 oktober 1944 in Roemenië.
Schröder was van 1951 tot 1958 leerling op de lagere school en volgde daarna tot 1961 een middenstandsopleiding.

### Beroepsloopbaan
Schröder was van 1961 tot 1963 werkzaam in de bouw en als commercieel bediende in Göttingen. Hij maakte van 1962 tot 1964 op een avondschool zijn middelbare opleiding af en deed tussen 1964 en 1966 het Abitur in Bielefeld. Hij studeerde van 1966 tot 1971 rechten in Göttingen en beëindigde zijn studies met het tweede staatsexamen in 1976.
Hij werd in 1976 als advocaat toegelaten en was tot 1990 in deze branche werkzaam. In die hoedanigheid verdedigde hij onder meer Horst Mahler, die lid van de RAF was, en andere linkse activisten.
Schröder was van 1990 tot 2005 actief in de Duitse politiek, van 1998 tot 2005 als bondskanselier van Duitsland.
Hij keerde na 2005 in het bedrijfsleven terug en vestigde zich als zelfstandig advocaat en consulent in Berlijn.
Het werd bekend dat hij vanaf januari 2006 persoonlijk adviseur inzake internationale politiek van Michael Ringier, voorzitter van het Zwitserse mediaconglomeraat Ringier AG zou worden. Verder heeft Schröder sinds begin 2006 een contract met het New Yorkse Harry Walker Agency om als spreker op congressen op te treden. 
In maart 2006 werd ook bekend dat hij deel zou uitmaken van de Europese bijraad van de Rothschild-Investmentbank met zetel in Zwitserland.

#### Russische bestuursfuncties
Schröder heeft een langdurige en goede relatie met de Poetin, hij heeft Poetin zelfs een "onberispelijke democraat" genoemd.
In december 2005 werd bekend dat Schröder een leidende positie zou opnemen in het consortium NEGP Company, dat door het Russische Gazprom en de Duitse bedrijven Wintershall, 100% dochter van BASF, en E.ON gevormd wordt. Dit consortium legt oliepijplijnen aan en bouwde de Noord-Europese Gasleiding van Rusland naar Duitsland. Schröder werd voorzitter van de raad van toezicht (vergelijkbaar met de Nederlandse raad van commissarissen). Schröders benoeming oogstte, vooral bij de Duitse oppositie, veel kritiek. Als bondskanselier had Schröder substantieel bijgedragen tot het tot stand komen van de verdragen rond de pijplijn. Er werd publiekelijk gespeculeerd dat zijn benoeming weleens een 'Danke-schön' van de betrokken ondernemingen en van de Russische president Vladimir Poetin voor bewezen diensten kon zijn. Hij begon de functie op 30 maart 2006. Later volgde een vergelijkbare positie in Nord Stream 2, de parallelle gaspijplijn die de capaciteit tussen Rusland en Duitsland verdubbeld. In 2017 werd hij benoemd tot voorzitter van de toezichtraad van het Russische oliebedrijf Rosneft, en vier jaar later werd hij herbenoemd.
Na de Russische invasie van Oekraïne in februari 2022 nam de druk op hem toe om afstand te nemen van Poetin en bondskanselier Olaf Scholz riep op zijn functies in de Russische energiesector neer te leggen. Schröder houdt vast aan al die functies, maar vier van zijn medewerkers namen ontslag. Op de website van de SPD is Schröder uit de eregalerij van 34 ‘grote sociaaldemocraten’ verwijderd. De voetbalclub Borussia Dortmund en de Duitse voetbalbond ontnamen Schröder zijn erelidmaatschap.

### Privé
Schröder was van 1968 tot 1971 getrouwd met Eva Schubach, van 1972 tot 1984 met Anna Taschenmacher en van 1984 tot 1997 met Hiltrud Hensen. Hij trouwde in 1997 voor de vierde keer, nu met de 19 jaar jongere journaliste Doris Köpf. Doris had een dochter uit een eerdere relatie. Het echtpaar adopteerde twee kinderen, een meisje en een jongen. Beide kinderen komen uit weeshuizen in Sint-Petersburg in Rusland. De familie Schröder woonde in Hannover. Op 26 maart 2015 werd bekend dat Schröder en Kopf gingen scheiden en in september 2017 dat hij een nieuwe vriendin had: de Koreaanse econome en tolk Kim So-yeon (1970). Sinds mei 2018 is hij met haar getrouwd. 
Gerhard Schröder heeft een halfbroer, Lothar Vosseler, en twee halfzussen.

## Politieke loopbaan
Gerhard Schröder was van 1980 tot 1986 lid van de Duitse Bondsdag. Hij was vanaf 1986 was hij lid van de Landtag in Nedersaksen en van 1986 tot 1990 leider van de oppositie. De rood-groene coalitie had vanaf 1990 een meerderheid in het parlement. Schröder werd minister-president van Nedersaksen en in 1994 in dit ambt herkozen. De SPD had vanaf 1998 in Nedersaksen de absolute meerderheid en was geen coalitie meer nodig.
Door zijn ambt als minister-president was hij van 1 november 1997 tot 27 oktober 1998 president van de Bondsraad. Vanaf 1998 was Schröder weer lid van de Bondsdag en werd de 7e bondskanselier van Duitsland. Hij werd in 2002 in dit ambt herkozen.
Schröder was van 1990 tot 1998 minister-president van Nedersaksen. Bij de bondsdagverkiezingen van 1998 was hij de politiek leider van de SPD. De SPD werd de grootste partij met 40,9 % van de stemmen en vormde met de Groenen een coalitie, Schröder werd de bondskanselier. Hij kon na de bondsdagverkiezingen van 2005, die hij had geforceerd, zijn rood-groene meerderheid niet behouden en trok zich na drie weken onderhandelingen als bondskanselier terug. Hij werd door Angela Merkel van de Christendemocratische Unie van Duitsland opgevolgd.
Schröder werd op 18 oktober, de dag waarop de nieuwe bondsdag werd geconstitueerd, volgens het politieke gebruik samen met de andere ministers van zijn kabinet door president Horst Köhler uit zijn ambt ontslagen. Tot de verkiezing van Angela Merkel op 22 november handelde hij de lopende zaken verder af.
Hij kondigde op 21 november 2005 aan dat hij zijn Bondsdagmandaat zou neerleggen, zich uit de politiek zou terugtrekken en zich opnieuw aan zijn advocatenloopbaan zou wijden. Hij nam op 22 november, onmiddellijk na de verkiezing van Merkel tot kanselier, ontslag uit de bondsdag. Zijn plaats werd door de vakbondsleider Clemens Bollen uit het Nedersaksische Ostrhauderfehn ingenomen.

### Loopbaan binnen de SPD
Schröder werd in 1963 lid van de Sociaal Democratische Partij (SPD). Hij werd in 1971 voorzitter van de Jusos, jonge socialisten, voor het district Hannover en was van 1978 tot 1980 hun voorzitter. Hij werd in 1973 werd lid van de ÖTV. Nadat Oskar Lafontaine in maart 1999 als voorzitter van de SPD afscheid had genomen, werd Schröder de voorzitter van de SPD. Hij werd in dit ambt in de jaren 2001 en 2003 herkozen. Franz Müntefering volgde hem in 2004 op.

### Schröder als bondskanselier
Schröder werd op 27 oktober 1998 na de verkiezingen van dat jaar tot 7e bondskanselier van de Bondsrepubliek Duitsland verkozen. De regering werd door een coalitie tussen de SPD en de Groenen gevormd. Schröder werd hierdoor, na Willy Brandt en Helmut Schmidt, de derde sociaaldemocratische kanselier van Duitsland. Zijn manier van regeren werd, al naargelang de politieke houding, als pragmatisch of populistisch geclassificeerd. Kenmerkend voor Schröder was zijn vaardigheid in de omgang met de media.
Met de verkiezing van Schröder werd voor het eerst na 16 jaar een sociaaldemocraat kanselier. Onder meer door het feit dat voor het eerst politici van de nieuwe sociale bewegingen aan de regering deelnamen, was er snel sprake van het project rood-groen, dat een wijziging in de politieke cultuur van Duitsland personifieerde.
In het begin van de eerste legislatuur, 1998 tot 2002, was het feit dat Schröder en de toenmalige minister van Financiën Oskar Lafontaine verschillende opinies over substantiële economische en financiële vraagstukken hadden een probleem. In de loop van dit meningsverschil, dat tot een machtsstrijd evolueerde, verliet Lafontaine in 1999 de regering en gaf zijn ambt als partijvoorzitter op. Schröder volgde hem als partijvoorzitter op en verving Lafontaine door Hans Eichel als minister van Financiën.
Nadat het eerste jaar van regeren voor de rood-groene coalitie tot een reeks verliezen bij verschillende deelstaatverkiezingen leidde, kon het kabinet van Schröder zich in de loop van de CDU-Spendenaffaire consolideren. Schröders hervormingen, met name van het sociale stelsel, werden niet alleen door de CDU, maar ook herhaaldelijk door delen van SPD en de Groenen aan de kaak gesteld. De hervormingen waren voor veel leden van de coalitie te vergaand, zodat Schröder verschillende keren de eenheid van de coalitie door min of meer bedekte ontslagdreigementen moest waarborgen.
Voor Schröder was het hoofddoel van zijn politiek de werkloosheid in Duitsland te verlagen. Hij slaagde er niet in dit te bewerkstelligen. Hij vertrouwde in 2002 Peter Hartz de vorming van een hervormingsconcept toe, dat in de periode 2003-2005 in zijn geheel in wetten omgezet werd.
De SPD en Groenen behielden tijdens de verkiezingen op 22 september 2002 samen een kleine voorsprong. Schröder werd op 22 oktober 2002 tot bondskanselier herkozen.
Schröder en zijn vicekanselier Joschka Fischer brachten Duitsland terug als grootmacht op het wereldtoneel. Duitse troepen traden voor het eerst sinds de Tweede Wereldoorlog buiten de landsgrenzen op: in Kosovo en in Afghanistan. Samen met Frankrijk en Rusland werd tegen de Irakoorlog geprotesteerd. De goede band tussen Berlijn en Washington kwam tijdens de rood-groene coalitie tot een voorlopig einde.
Gerhard Schröder was een machtspoliticus, die om zijn wil door te drukken het uiten van bedreigingen tegen zwakkere partners niet schuwde. Tegenover de nog prille Jan Peter Balkenende zei hij bijvoorbeeld in 2002 met betrekking tot de toetreding van Polen tot de EU: Als Nederland dwarsligt over de toelating van Polen, kijken we jullie honderd jaar niet meer aan.
Hij werd op 1 juli 2005 weggestemd toen hij het vertrouwen vroeg van de Bondsdag. Dit was ook zijn bedoeling. De coalitie van SPD en Groenen had nog wel de meerderheid in de Bondsdag, maar vanwege herhaald verlies in deelstaatverkiezingen niet meer in de Bondsraad. Door het verliezen van de vertrouwensvraag was het mogelijk om aan de Bondspresident de ontbinding van de Bondsdag te vragen en vervolgens nieuwe verkiezingen te houden. Deze verkiezingen vonden plaats op 18 september, de SPD bleef de grootste partij, maar de Union, CDU en CSU samen, haalden meer stemmen, dus meer zetels in het parlement. Zowel de SPD als de Union eisten het kanselierschap op. Tijdens de coalitieonderhandelingen werd na moeilijk overleg besloten dat Angela Merkel van de CDU de opvolgster van Schröder zou worden.
Duitsland nam op 19 november 2005 in het openbaar officieel afscheid van Gerhard Schröder als bondskanselier. Met een Großer Zapfenstreich werd hij 's avonds voor het stadhuis van Hannover geëerd. Behalve de muziek die traditioneel bij deze taptoe hoort, speelde de muziekkapel van de Bundeswehr op Schröders verzoek de Moritat von Mäckie Messer van Kurt Weill, Summertime van George Gershwin en het door Claude François en Jacques Revaux gecomponeerde Comme d'habitude, dat daarna door Frank Sinatra geïnterpreteerd als My Way wereldwijd bekend is geworden.
Angela Merkel werd op 22 november de nieuwe kanselier.

## Trivia
- Gerhard Schröder spande in 2002 een kort geding aan tegen het Duitse persbureau Deutscher Depeschendienst (ddp) nadat zij gemeld hadden dat Schröder zijn haar zou verven.
- Zijn bijnaam was der Genosse der Bosse, de kameraad van de bazen, hetgeen erop doelde dat hij als socialist wel erg goede betrekkingen met de grote Duitse concerns onderhield.
- De Duitse imitator Elmar Brandt imiteerde Schröder jarenlang als 'Die Gerd Show' op radio, met iedere dag 10 miljoen luisteraars, tv. Hij scoorde in 2002 met de single 'Der Steuersong' een nummer 1-hit in Duitsland en Oostenrijk als variant op de 'Ketchup-song'.

## Academische titels
- Doctor honoris causa
  - 2002 Tongji universiteit in Shanghai
  - 2003 Universiteit van Petersburg
  - 2004 Universiteit van Marmara
  - 2005 Georg-August-Universität Göttingen
  - Universiteit voor Financiën onder de regering van de Russische federatie
  - 2007 Universiteit van Damascus

## Onderscheidingen
De bondskanselier werd door een aantal landen onderscheiden. Zo is hij grootkruis in de Orde van de Ster van Roemenië.
- Biblioteca Nacional de Chile: 000482911
- Biblioteca Nacional de España: XX1184348
- Bibliothèque nationale de France: cb15114061d (data)
- Catàleg d'autoritats de noms i títols de Catalunya: 981058522858906706
- Gemeinsame Normdatei: 118570528
- International Standard Name Identifier: 0000 0001 1684 1136
- Library of Congress Control Number: n86112439
- Nationale Bibliotheek van Letland: 000105416
- MusicBrainz: 815a119c-678c-4133-a76d-1cad8919019a
- Bibliotheek van het Japanse parlement: 001170244
- Nationale Bibliotheek van Tsjechië: jn20010525243
- Nationale bibliotheek van Australië: 40007376
- Nationale Bibliotheek van Israël: 987007429342105171
- Nationale Bibliotheek van Polen: a0000001177353
- Nederlandse Thesaurus van Auteursnamen: 175045054
- Réseau des bibliothèques de Suisse occidentale: 02-A012752601
- Istituto Centrale per il Catalogo Unico: SBLV006726
- Système universitaire de documentation: 059061162
- Trove: 925925
- Virtual International Authority File: 90641496
- WorldCat: E39PBJckRgd6tXTQJCB74BRBT3

Adenauer (1949–1963) ·
Erhard (1963–1966) ·
Kiesinger (1966–1969) ·
Brandt (1969–1974) ·
Scheel (1974) ·
Schmidt (1974–1982) · 
Kohl (1982–1998) ·
Schröder (1998–2005) ·
Merkel (2005–2021) ·
Scholz (2021–heden)